# Кальмиопсис
Кальмиопсис (лат. Kalmiopsis) — род растений семейства Вересковые.

## Ареал
Два вида встречаются только в штате Орегон, США.

## Биологическое описание
Виды рода Кальмиопсис — кустарники, стебли которых прямые или ветвящиеся от основания.
Листья очерёдные, с черешками.
Соцветия — 2-15-цветковые щитковидные кисти; цветки обоеполые, радиально-симметричные; чашелистиков 5, лепестков 5, венчик лиственный, колокольчатый, тычинок 10.

## Виды
- Kalmiopsis leachiana (L.F.Hend.) Rehder
- Kalmiopsis fragrans Meinke & Kaye